# ヴィーナマールシューレ
ヴィーナマールシューレ（独：Wiener Malschule, 「ウィーン派絵画スクール」の意）はテンペラと樹脂油絵具を併用する「混合技法（独：Mischtechnik, ミッシュテクニーク）」を日本で初めて教えた日本の美術学校である。1984年に銀座玉屋の後援の下、ウィーン幻想派のメンバーである応用美術大学のヴォルフガング・フッターに学んだマリレ・イヌボウ・オノデラ（Maleile Inubo）により、東京の原宿表参道にて開校した。開校時の講師はマリレ・イヌボウ小野寺、坂下広吉、鈴木和道の三名であったが、3年後に六本木への移転の後、派遣在外研修先のフィレンツェから帰国した川口起美雄、バングラデシュから東京芸大に留学したカジ・ギャスディンが講師陣に加わった。1989年に閉校。

## 混合技法の名称と由来
マックス・デルナー（Max Doerner）はジョット、ファン・アイク兄弟からティツィアーノ、レンブラントに至る画家たちの絵画技術の核心を探り、それをテンペラ、油、樹脂を併用する技法として仮説を立て、それを自らの労作「絵画技術体系」において「混合技法」（独：Mischtechnik, ミッシュテクニーク） としてまとめた。マックス・デルナー著「絵画技術体系」は佐藤一郎（画家）が翻訳し1980年美術出版社から出版された。「混合技法」は "Mischtechnik" の翻訳語である。（英語表記は "mixed-technique"。）二つ以上の媒体を用いて制作するときの用語 "mixed media" と混同されることがある為、厳密には「テンペラ・油彩併用技法」と記すことが望ましい。

## 混合技法のすぐれた特性
油彩画は生まれた瞬間から劣化を始める。そのため、画家はみずから生み出したものが変色や劣化から免れるよう、堅牢性と非褪色性を実現する作画材料技術を生み出し、受け継いできた。初期フランドル派の画家ファン・アイク兄弟が15世紀に描いた作品等は、軟質樹脂の導入により、宝石のような艶やかなマティエールを保ち、褪色剥落を免れているようにみえる。
しかし19世紀の印象派の画家たちは、発展途上のチューブ絵具の不安定性故につや消しの絵肌とならざるを得ず、またフランス・ル・サロンの古典主義絵画への反動から、終了ワニスを否定し、油絵具を油抜きして描いた。決定的だったのは屋外での描画を可能としたチューブ絵具の発明であり、その結果、作品の堅牢性や耐久性は著しく損なわれ、絵具層の剥落の問題を解決出来なかった。例外的には、フィンセント・ファン・ゴッホの厚塗りのタッチを生かす為の、画溶液の様々な実験や工夫を考慮せねばならぬが、美術館での保存のためには、ワニスそのものの経年劣化を度外視しても、絵画表面保護の塗膜は施されなければならず、作者たちの望んだ結果論としてのつや消しの絵肌は失われることとなった。このように西欧の歴史の中で絵画技術の伝承は、損なわれる過程にあったと言える。一族による工房運営や徒弟制度、親方から弟子達へと脈々と受け継がれ守られてきた作画技術は、歴史の移り変わりの中で近現代になればなる程細ってゆき、産業革命以後の諸々の画材が工業化、大量生産化されるに至って市販され、教育や趣味の画材が身近になればなる程、簡便さへと流れ、手間の懸かる古典絵画技法の多くが途絶えるに至った。
明治に本格的に始まる我が国の洋画導入の歴史を遡れば、西欧において技法の失われゆく時代と重なる。それ故、日本の洋画家たちは自ら手探りで作画を工夫せざるを得なかった。一方で、西欧において失われた絵画技術を発掘する試みも模索され続け、1921年にマックス・デルナーによる「絵画技術体系」が発刊された。同書は絵画技術の規範としてひろく5カ国に翻訳された。続いて1959年にはレンヌ美術学校教授グザビエ・ド・ラングレーの手によって「油彩画の技術」が出版された。マックス・デルナーの提唱した混合技法はファン・アイク兄弟の失われた作画方法に最も肉薄できる合理的方法として、パウル・クレー、ワシリー・カンディンスキー、オットー・ディクス、そしてウィーン幻想派の画家たち、さらにライプツィヒのテュプケなどに用いられ、その後も脈々と伝えられたが、本質的にはファン・アイク兄弟を祖とする油彩フランドル古技法とは異なる事が、材料科学及び修復技術の観点から証明されている。即ち、今日に於いては、ミッシュテクニーク（混合技法）とは、より「ウイーン幻想リアリズム」に特化した技法であるとせねばならない。
混合技法は絵画技法としては最も基本的なものといえるが、実際に制作するには慎重さと忍耐が要求される。マックス・デルナーはこう述べる。『混合技法は万能ではなく、きびしい訓練と、最終目的が見究められる明確な思考と、手仕事の秩序に従う綿密さが要求される』。そしてさらに絵を描く者一人ひとりが『みずからの目的に合わせ、変えていかなればならない」と。

## ウィーン幻想派に学んだ教師
ウィーン幻想派のメンバー（ルドルフ・ハウズナー、エルンスト・フックス、ヴォルフガング・フッター、アントン・レームデン、エーリッヒ・ブラウアー）の5人の内ウィーン超現実派に属したハウズナーを除く４人は、ともに1920年代の生まれである。第2次大戦後、アメリカを中心としてアンフォルメルが席巻する中、ウィーンにおいてそれ程顧みられなかったヒエロニムス・ボッシュなどの影響を顕著に備えた若い作家たちが出現した。1956年ウィーンの美術批評家ヨハン・ムシックが彼らを「ウィーン幻想リアリスム」と命名し、そののち世界中に迎えられることとなった。日本では1972年、小田急百貨店、兵庫県立近代美術館、愛知県美術館を巡回する『神秘と夢幻のレアリスム」と副題のついた「ウィーン幻想絵画展」が開催され、描画手法すら解読できぬ絵肌とともに細密で繊細な表現に観る者は驚嘆させられた。その深甚な影響は年齢を問わず一群の日本の作家たちにおよび、開催2年の後に高橋常政がいち早くルドルフ・ハウズナーに学び（助手を勤める）、3年後に川口起美雄はエルンスト・フックスの私的講座であった夏季(ゾンマー）セミナー、で混合技法を学ぶことになる。さらに1979年、坂下広吉が国立ウィーン美術アカデミーでルドルフ・ハウズナーから、1981年に鈴木和道はウイーン応用芸術大学に留学し、ヴォルフガング・フッターに学んだ。なお校長であったマリレ・イヌボウ・小野寺は、最も早期にゾンマーセミナーでエルンスト・フックスの謦咳に触れている。尚、このゾンマーセミナーはフックスの高弟であるブリジッド・マーリン（米国人）によってロンドンに置かれた、世界初の幻想芸術団体Society for Art of Imagination(AOI)の発生を促し、一時フックス等の衛星団体として機能した。

## 画材の開発
ヴィーナマールシューレでは混合技法による制作に際し、厳選した油と天然の樹脂を組み合わせたシュミンケのムッシーニMussini樹脂油絵具の使用が推奨された。そして国産画材をさぐる過程において、ムッシーニにあって国産の油絵具にはなかった彩色「イタリアン・ピンク」と「ブラウン・ピンク」が、それぞれクサカベ社とホルベイン社から製品化されることになった。（参考：厳密には本家「ウィーン幻想派」の何人もかかる油彩絵具は用いて居らず、マリレ・イヌボウ・小野寺のみが開発した製品とせねばならない）

## 青木画廊との関わり
ヴィーナマールシューレで教授された混合技法のルーツはウィーン幻想派にあった。そしてウィーン幻想派を日本で最も早く紹介したのが銀座3丁目の青木画廊であった。青木画廊は1961年に開廊以来（2023年閉廊）、一貫して内外の幻想レアリスム作家を紹介した。マリレ・イヌボウ・小野寺は学校開設の前後にも青木画廊で複数回作品を発表した。またヴィーナマールシューレで混合技法を習得後、作品づくりを開始した作家たちのなかで青木画廊で発表する者たちも現れた。そういう意味で、ヴィーナマールシューレと青木画廊は密接な係わりを保持したが、一義的な技法のみが画家の才能を保証するものでは決してない、とだけは言い添えて置く。